# 大智学園高等学校
大智学園高等学校（だいちがくえんこうとうがっこう）は福島県双葉郡川内村にある私立（株式会社立）の高等学校。2011年の東日本大震災以降、教育の場は東京都新宿区に所在する東京校となっている。

## 概要
川内村が申請し構造改革特区に認定された「川内村教育特区」に基づき、設立された学校で、2006年4月に開校した。川内村旧第二小学校の校舎を利用した。単位制の通信制課程を設置している。2007年には東京都の新宿区立淀橋中学校跡地に東京校を設置した。生徒は川内村の本校と新宿の東京校を行き来して学園生活を送っていたが、2011年の東日本大震災により本校校舎が損壊したことで教育は東京校でのみ行われる形になった。その後本校校舎は修復不能で取り壊しとなり、新たな学校建設計画が川内村に提出されたものの建設は進んでおらず、2018年1月時点において川内村での教育活動は村内の遊休施設を活用した課外活動にとどまっている。

### 年表
- 2006年（平成18年）4月1日 - 開校
- 2007年（平成19年）4月1日 - 東京校開校
- 2011年（平成23年）- 東日本大震災による校舎損壊および原子力災害により、川内村本校での教育が中止される

## 課外活動
女子体操部は、練習時間の確保のため鶴見虹子をはじめ国内の有力選手が多く集まり（特に朝日生命体操クラブ所属者が多い）、全国高等学校総合体育大会（インターハイ）優勝など全国レベルの実力を誇る。
野球部は定時制・通信制の全国大会で準優勝。
バスケ部は定時制・通信制の全国大会でベスト8。
サッカー部は強化指定部であり、元サッカー選手の釜本邦茂が総監督、同じく遠藤彰弘がヘッドコーチとして指導に入り、活動を強化している。

## 交通手段
東京校（東京都新宿区北新宿）
新宿駅、大久保駅（総武線）、新大久保駅（山手線）、西新宿駅（丸ノ内線）、西武新宿駅より徒歩

## 関連校
- 穂の香看護専門学校 （コーチング・スタッフが愛知新城大谷大学跡地に2014年開校）
- 東京文理学院高等部（大智学園高等学校の高卒資格取得を目標に学習指導している提携サポート校）

## 主な出身者
- 鶴見虹子 - 体操選手（2011年卒業）